# Meilenstein (Gossa; Chausseestraße 31)

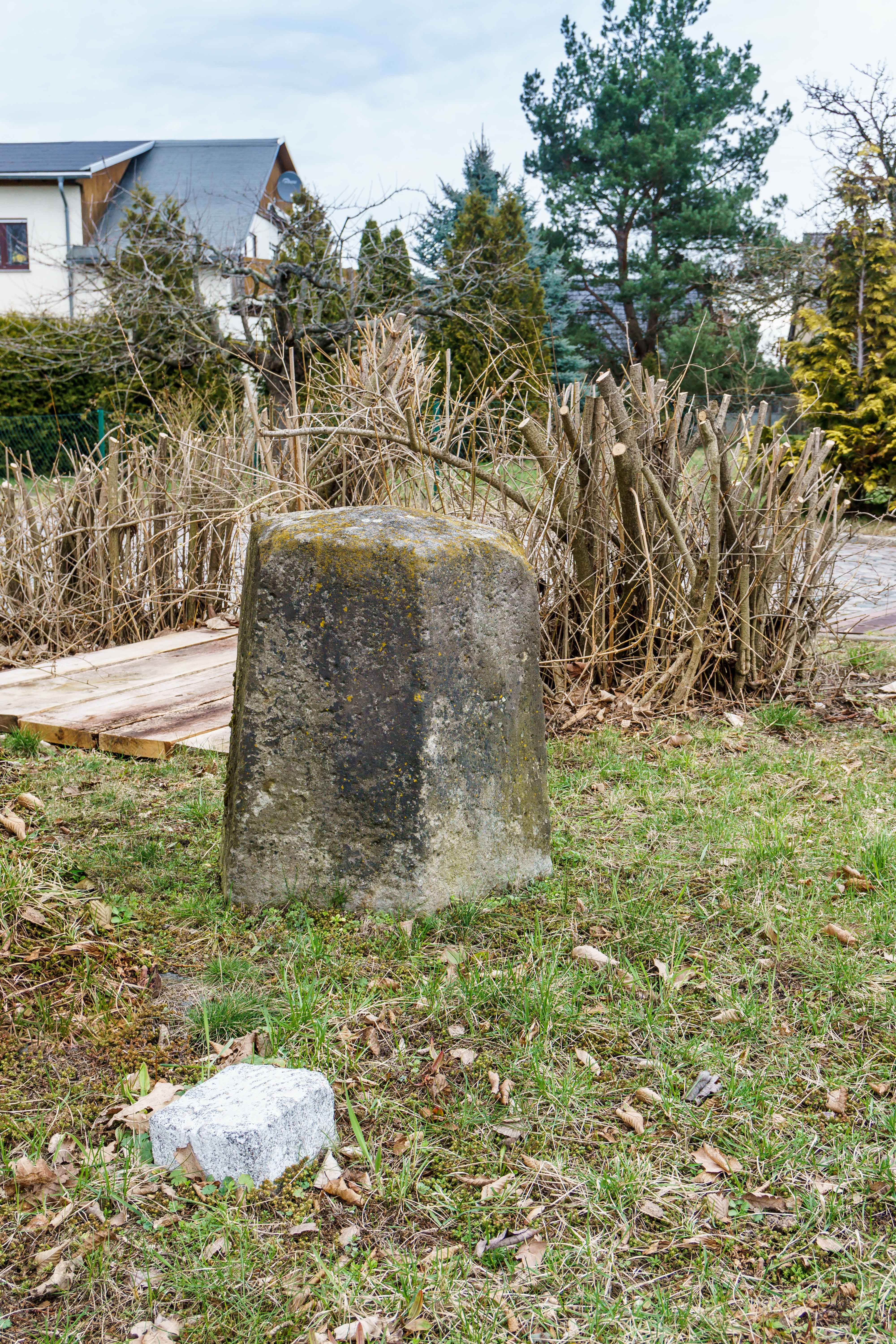
Preußischer Ganzmeilenstein in Gossa

Der Meilenstein in der Chausseestraße 31 in Gossa im Landkreis Anhalt-Bitterfeld in Sachsen-Anhalt ist einer von zwei Sechskant-Meilensteinen im Ort. Obwohl beide schon seit Jahrzehnten an ihren heutigen Standorten stehen, war zunächst nur der Distanzstein in der Chausseestraße 19 bekannt. Der Meilenstein in der Chausseestraße 31 war schlichtweg zugewachsen und kam erst im Jahr 2006 wieder zum Vorschein. Wie schon der Straßenname verrät, stehen beide Steine an der preußischen Chaussee Berlin–Kassel (heute Bundesstraße 100), die in den Jahren 1821 bis 1823 erbaut wurde.
Da alle bekannten Sechskant-Meilensteine (etwa die in Landsberg, Roitzsch oder Bitterfeld) dieselbe Kantenlänge und Gestalt aufweisen und diese auf den Chausseeabschnitt Halle–Wittenberg sowie Berlin begrenzt sind, also nirgendwo anders vorkommen, ist zum einen offensichtlich, dass sie zeitgleich errichtet wurden, obwohl sie heute abweichende Inschriften tragen, zum anderen ist es wahrscheinlich, dass ihre Aufstellung in die Bauzeit der Chaussee fällt.
Aufgrund seines sekundären Standortes neben dem Chausseehaus Gossa und der nicht mehr erkennbaren Inschrift, kann über den ursprünglichen Standort des Steines nur spekuliert werden. Laut Aussage der Eigentümer stand der Stein schon seit einem halben Jahrhundert am Chausseehaus. Mit der Umstellung der Meilensteine in das Kilometersystem in den 1870er Jahren wurde dieser Stein vermutlich überflüssig und daher zum Chausseehaus gebracht und vergessen, bis er im Jahr 2006 bei Sanierungsarbeiten wiederentdeckt wurde. Ein entsprechender Karteneintrag auf dem historischen Messtischblatt 4240 (2389) Gräfenhainichen macht es wahrscheinlich, dass der Stein sich ursprünglich südlich von Gräfenhainichen befand. Die genauen Hintergründe müssen dennoch vorerst als ungeklärt gelten, da verschiedene Szenarien denkbar sind.
Ebenso ungeklärt bleibt, ob sich hier – zwischen den erhaltenen einstigen Ganzmeilensteinen – auch Viertel- und Halbmeilensteine befanden, denn das wurde bisher nur für Halle nachgewiesen. Im Denkmalverzeichnis ist der Distanzstein mit der Erfassungsnummer 094 18759 als Baudenkmal verzeichnet.